# Lagunas de Montebello Nemzeti Park
A Lagunas de Montebello Nemzeti Park (jelentése: montebellói tavak) Mexikó egyik nemzeti parkja. 1959-ben hozták létre nemzeti parkként, 2003 óta pedig a ramsari egyezmény is védelme alá vette. Kedvelt turisztikai célpont.

## Fekvése
A valamivel több mint 64 km²-es nemzeti park Mexikó déli részén, Chiapas állam középpontjától délkeletre, La Independencia és La Trinitaria községek területén fekszik, igen közel a guatemalai Huehuetenango megye határához. Áthalad rajta a 307-es főút is.
A hegyvidéken, ahol a park fekszik, számos kis tó található, pontos számukat nem határozták még meg, de általában 59-et mondanak. Számos tónak még saját neve sincs, a névvel rendelkező tavak között megtalálható például az Esmeralda, a La Encantada, a Bosque Azul, az Ensueño, az Agua Tinta, a Cañada, a Pojoj, a Dos Lagunas és a Tziscao: ez utóbbi az egyik legnagyobb és 45 méteres mélységével a legmélyebb. A területen található tavak egykor cenoték voltak, amelyeket a karsztvíz feltöltött, az erózió pedig sokszor egymáshoz csatolt, így igen tagolt partvidékű tavacskák jöttek belőlük létre. Némelyik tó vizének színe is eltér egymástól: a szín az alapkőzettől, a növényzettől és a beeső fénytől függ.

## Élővilág
Természetes növénytakarója jórészt toboztermőkből és hegyvidéki mezofil erőkből áll. Reprezentatív növényfajai a Pinus oocarpa és a Pinus maximinoi nevű tűnyalábos fenyő, a Lycaste skinneri, a Stanhopea oculata és a Camaridium meleagris nevű kosborféle, valamint az Encyclia nemzetség fajai. Endémikus növényei a Chromolaena opadoclinia nevű őszirózsaféle, a Lonchocarpus balsensis nevű bükkönyforma, a Viburnum jucundum nevű bangita, az Ocotea chiapensis nevű babérféle, a Parathesis chiapensis nevű kankalinféle és a Wimmeria montana nevű kecskerágóféle.
A park jellegzetes állatai a jaguarundi, az ocelot, a hosszúfarkú macska, a fehérfarkú szarvas és a pettyes paka. Egyetlen mikroendémikus faja az Abronia lythrochila nevű lábatlangyíkféle, további endémikus állatok a Poeciliopsis hnilickai nevű elevenszülő fogaspontyféle, a Craugastor stuarti nevű béka, az Adelphicos nigrilatum nevű siklóféle, az Anolis anisolepis, az Anolis cuprinus és az Anolis pygmaeus nevű gyík, a hondurasi lándzsakígyó, a Sceloporus carinatus és a Sceloporus siniferus nevű békagyíkféle, a kék gezerigó,  a Beryll-amazília, a Pachyramphus major nevű verébalakú, a szalagos gébicsvireó,  az Uropsila leucogastra nevű ökörszemféle, az Orthogeomys hispidus nevű tasakospatkány-féle, a chiapasi amerikaiegér és a Peromyscus melanophrys nevű hörcsögféle.

## Képek

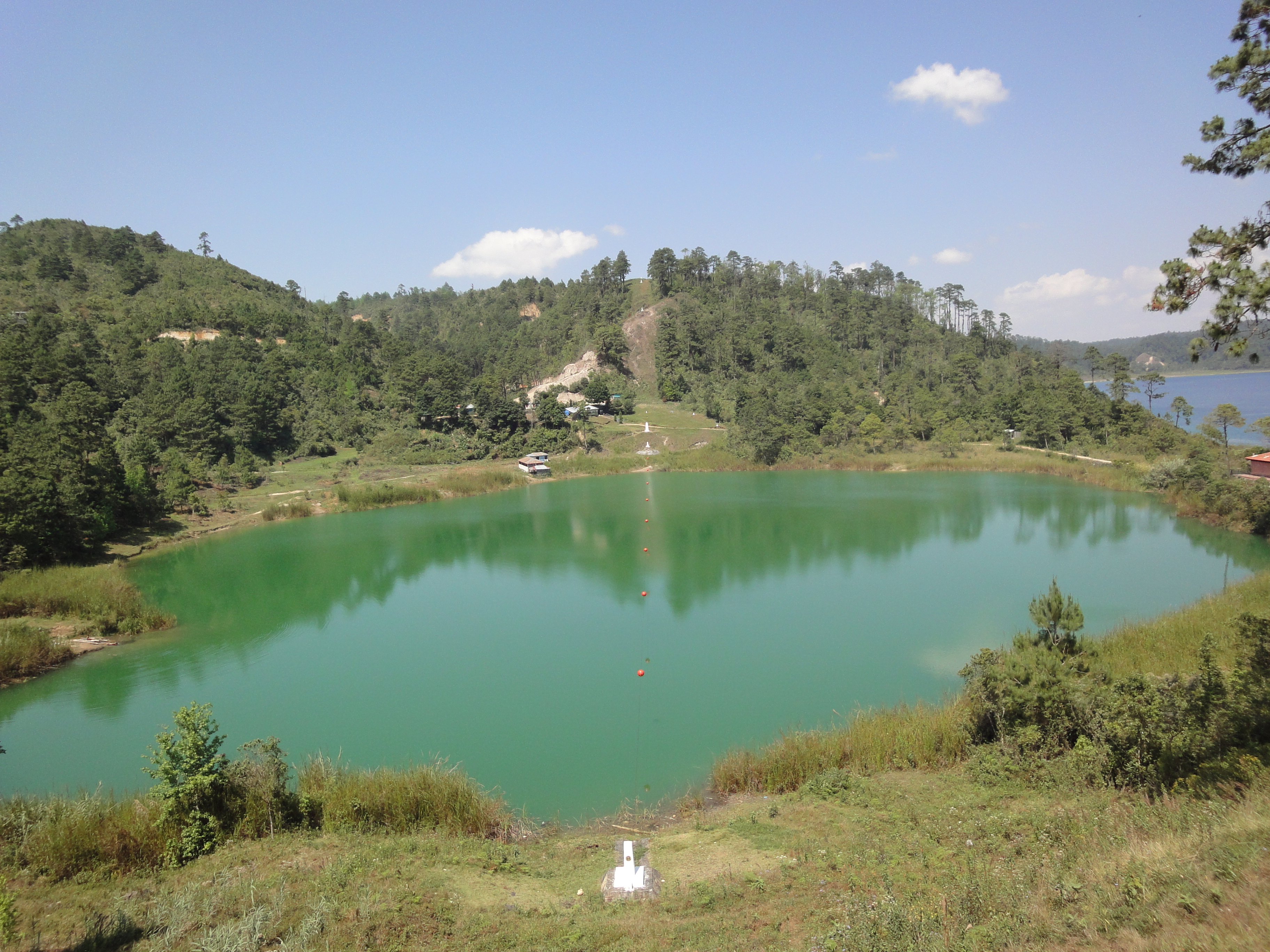
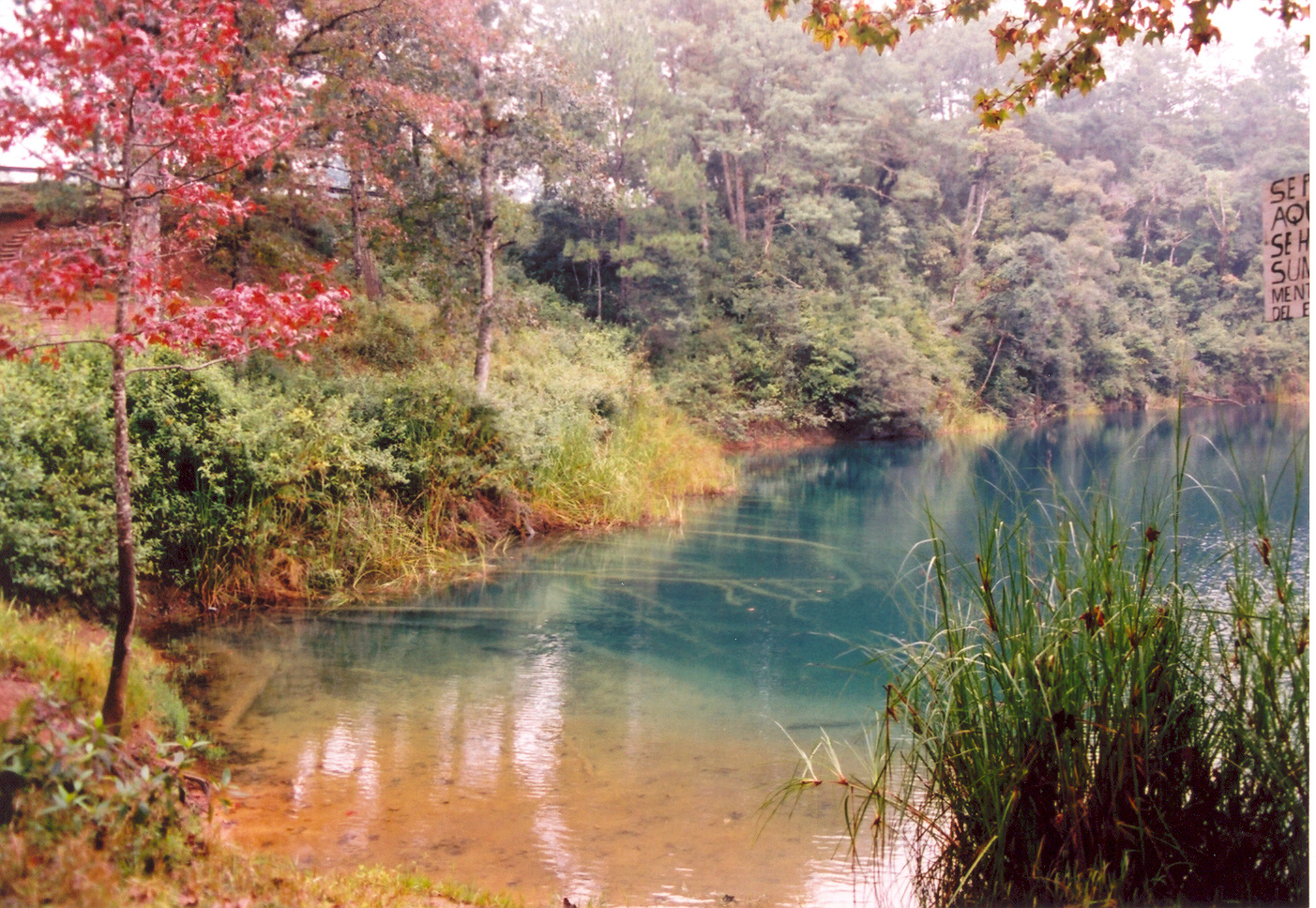
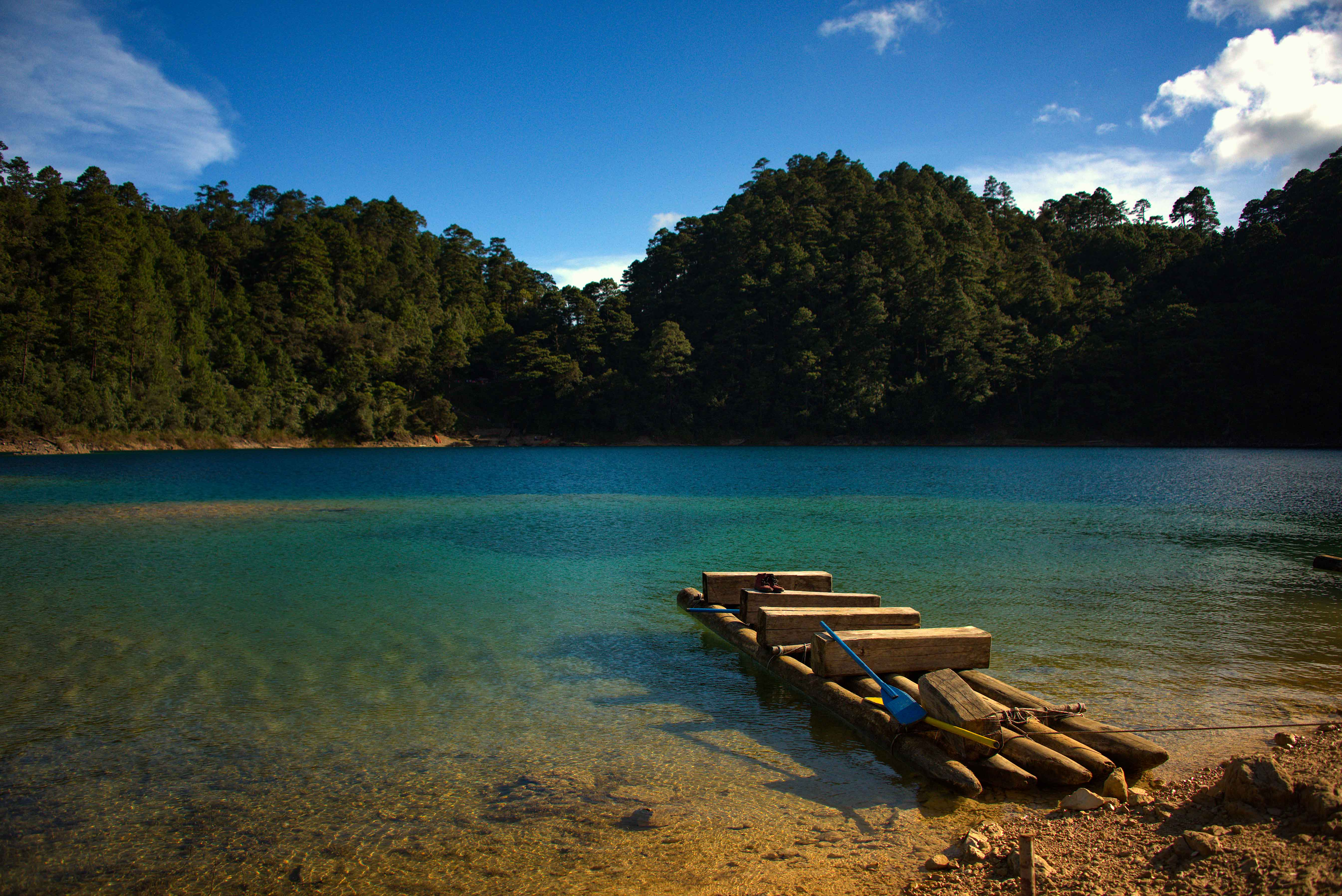
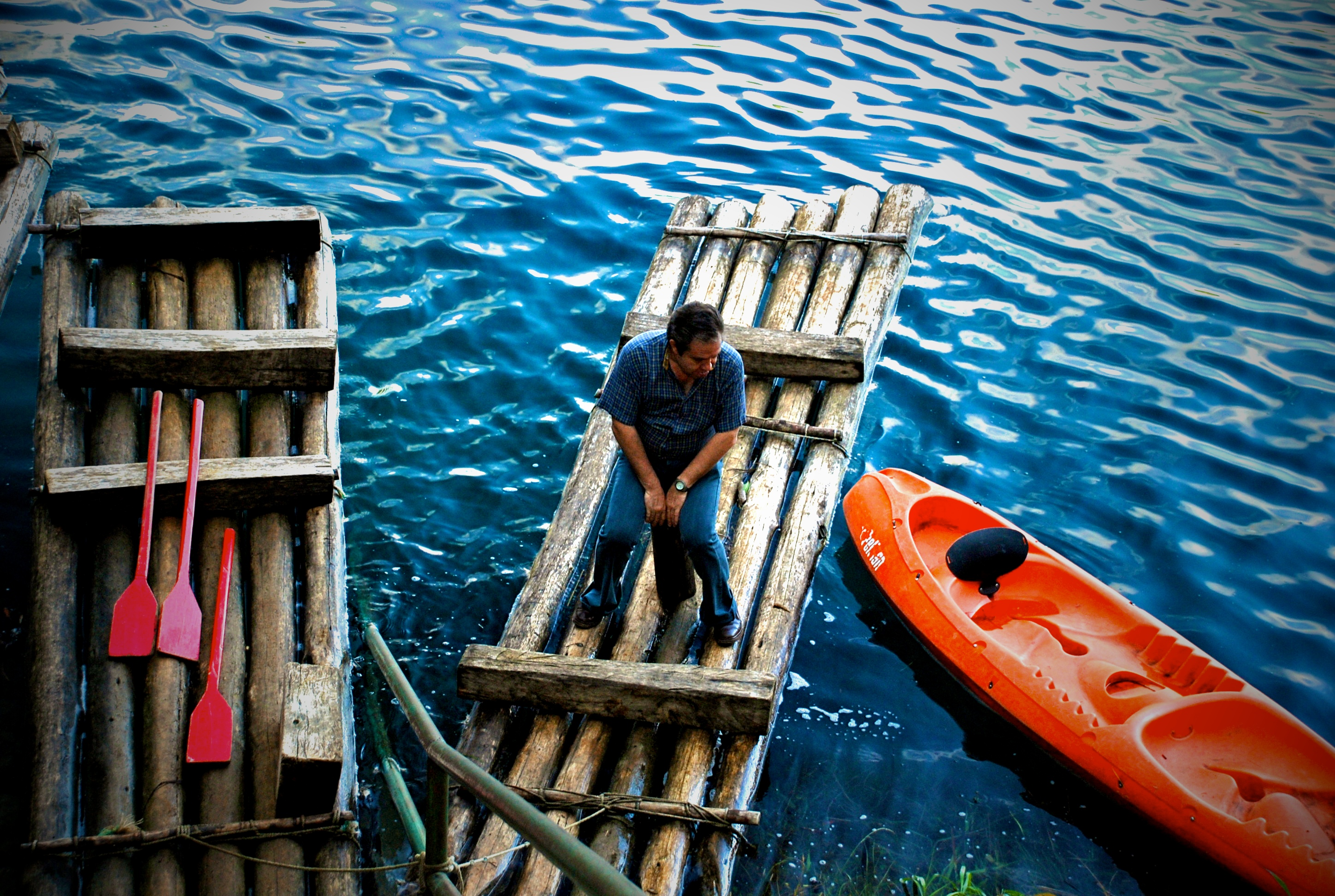